# Sierolomorpha
I Sierolomorfidi (Sierolomorpha Ashmead, 1903) sono un genere di imenotteri vespoidei, unico genere della famiglia Sierolomorphidae.

## Biologia
Sono insetti solitari la cui biologia è ancora poco conosciuta. È ipotizzato che siano ectoparassiti di altri insetti.

## Tassonomia
Il genere è composto da circa 10 specie.